# Liste der Monuments historiques in Vouthon-Haut
Die Liste der Monuments historiques in Vouthon-Haut führt die Monuments historiques in der französischen Gemeinde Vouthon-Haut auf.

## Liste der Objekte
| Bezeichnung  | Beschreibung          | Standort                          | Kennzeichnung | Schutzstatus | Datum | Bild |
| ------------ | --------------------- | --------------------------------- | ------------- | ------------ | ----- | ---- |
| Zwei Glocken | Bronze, 1807 gegossen | in der Kirche St-Sigismond (Lage) | PM55002621    | Inscrit      | 2007  |      |